# Tangub

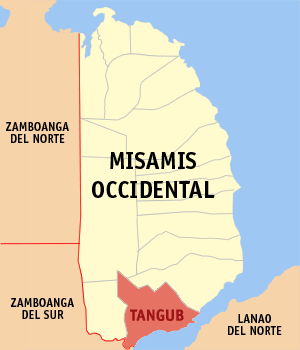
Tangub Citys läge i Misamis Occidental

Tangub City är en stad på ön Mindanao i Filippinerna. Den ligger i provinsen Misamis Occidental i regionen Norra Mindanao och har 49 695 invånare (folkräkning 1 maj 2000).
Staden är indelad i 55 smådistrikt, barangayer, varav 46 är klassificerade som landsbygdsdistrikt och 9 som tätortsdistrikt.

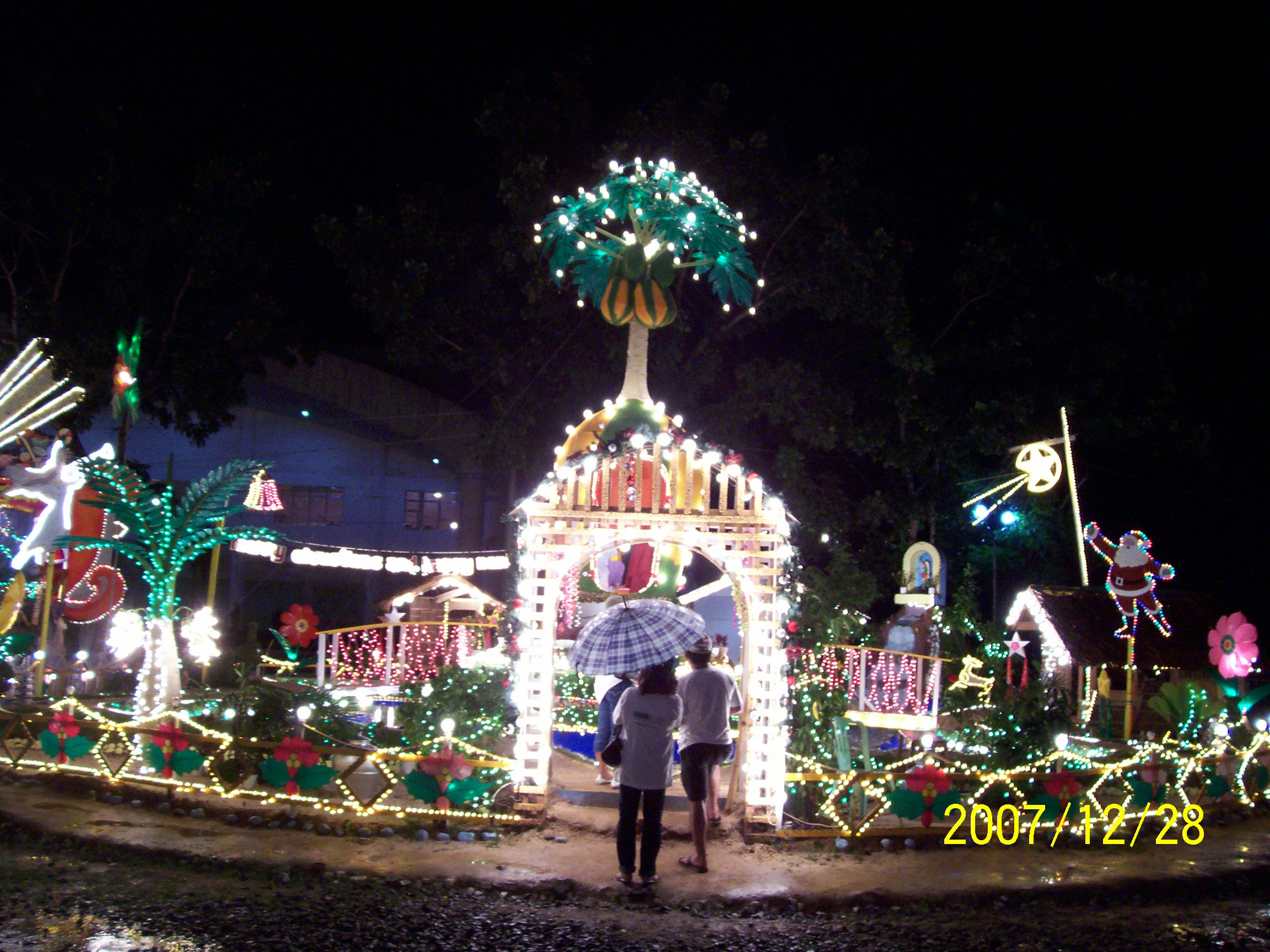
En av många juldekorationer i Tangub julen 2007

Tangub kallas ibland för Julhuvudstaden ("Christmas Capital"), på grund av de överdådiga juldekorationer som fyller centrum kring jul.